# Star City (Arkansas)
Pour les articles homonymes, voir Star City.
La ville de Star City est le siège du comté de Lincoln, dans l'Arkansas, aux États-Unis. Sa population s’élevait à 2 274 habitants lors du recensement de 2010, estimée à 2 150 habitants en 2016.

## Démographie
| Groupe          | Star City | Arkansas | États-Unis |
| --------------- | --------- | -------- | ---------- |
| Blancs          | 75,0      | 77,0     | 72,4       |
| Afro-Américains | 22,4      | 15,4     | 12,6       |
| Métis           | 1,4       | 2,0      | 2,9        |
| Amérindiens     | 0,7       | 0,8      | 0,9        |
| Autres          | 0,4       | 3,6      | 6,4        |
| Asiatiques      | 0,2       | 1,2      | 4,8        |
| Total           | 100,0     | 100,0    | 100,0      |
|                 |           |          |            |
| Hispaniques     | 0,9       | 6,4      | 16,7       |

Selon l'American Community Survey, pour la période 2011-2015, 97,44 % de la population âgée de plus de 5 ans déclare parler l'anglais à la maison, 2,18 % l’espagnol et 0,38 % une autre langue.
Le revenu par habitant était en moyenne de 17 461 dollars par an entre 2012 et 2016, largement inférieur à la moyenne de l’Arkansas (23 401 dollars), et à la moyenne nationale (29 829 dollars). Sur cette même période, 28 % des habitants de Star City vivaient sous le seuil de pauvreté (contre 18,8 % dans l'État et 12,7 % à l'échelle des États-Unis).
| 1890 | 1900 | 1910 | 1920 | 1930 | 1940  | 1950  | 1960  |
| ---- | ---- | ---- | ---- | ---- | ----- | ----- | ----- |
| 204  | 251  | 396  | 616  | 932  | 1 090 | 1 296 | 1 573 |

| 1970  | 1980  | 1990  | 2000  | 2010  | - | - | - |
| ----- | ----- | ----- | ----- | ----- | - | - | - |
| 2 032 | 2 066 | 2 138 | 2 471 | 2 274 | - | - | - |